# Cedrus libani
Cedrus libani är en tallväxtart som beskrevs av Achille Richard. Cedrus libani ingår i släktet cedersläktet, och familjen tallväxter. Det svenska trivialnamnet Libanonceder förekommer för arten.
Artens ursprungliga utbredningsområde är Libanon, Turkiet och Syrien vid nordöstra Medelhavet. Trädet hittas i kulliga områden och i bergstrakter mellan 500 och 3000 meter över havet. Cedrus libani föredrar sluttningar som vetter mot nordväst med intensivare regnfall. Under vintern kan snö förekomma. Trädet bildar ansamlingar, ofta tillsammans med Abies cilicica samt arter av ensläktet eller av tallsläktet. Det kan även hittas i grupper med turkisk ek (Quercus cerris), tyskoxel (Sorbus torminalis) och Prunus cocomilia.
Cedrus libani hotas av intensivt skogsbruk samt av skogsavverkningar för att etablera jordbruksmark, betesmarker och vintersportanläggningar. IUCN kategoriserar arten globalt som sårbar.

## Underarter
Arten delas in i följande underarter:
- C. l. brevifolia
- C. l. libani

## Bildgalleri

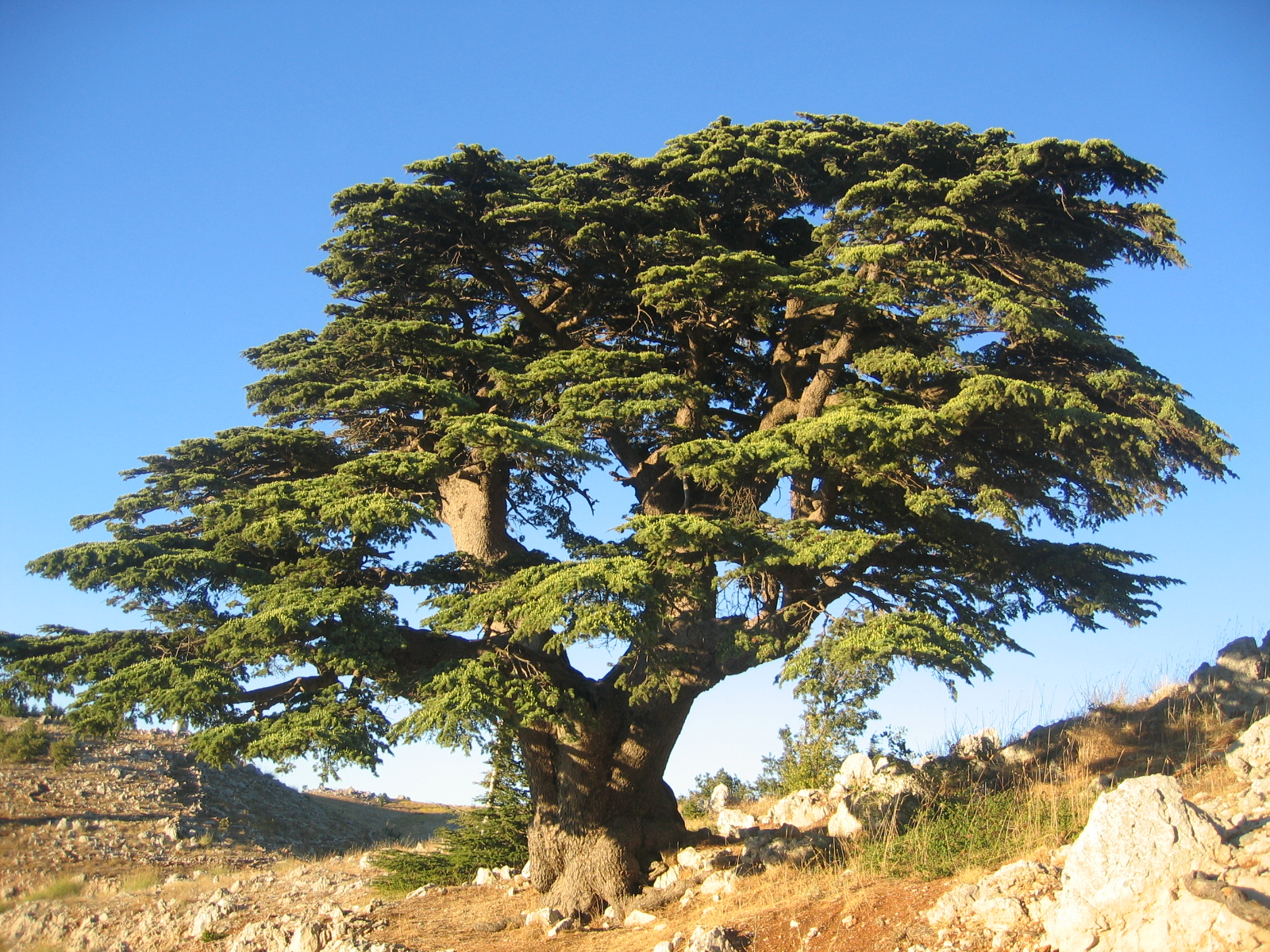
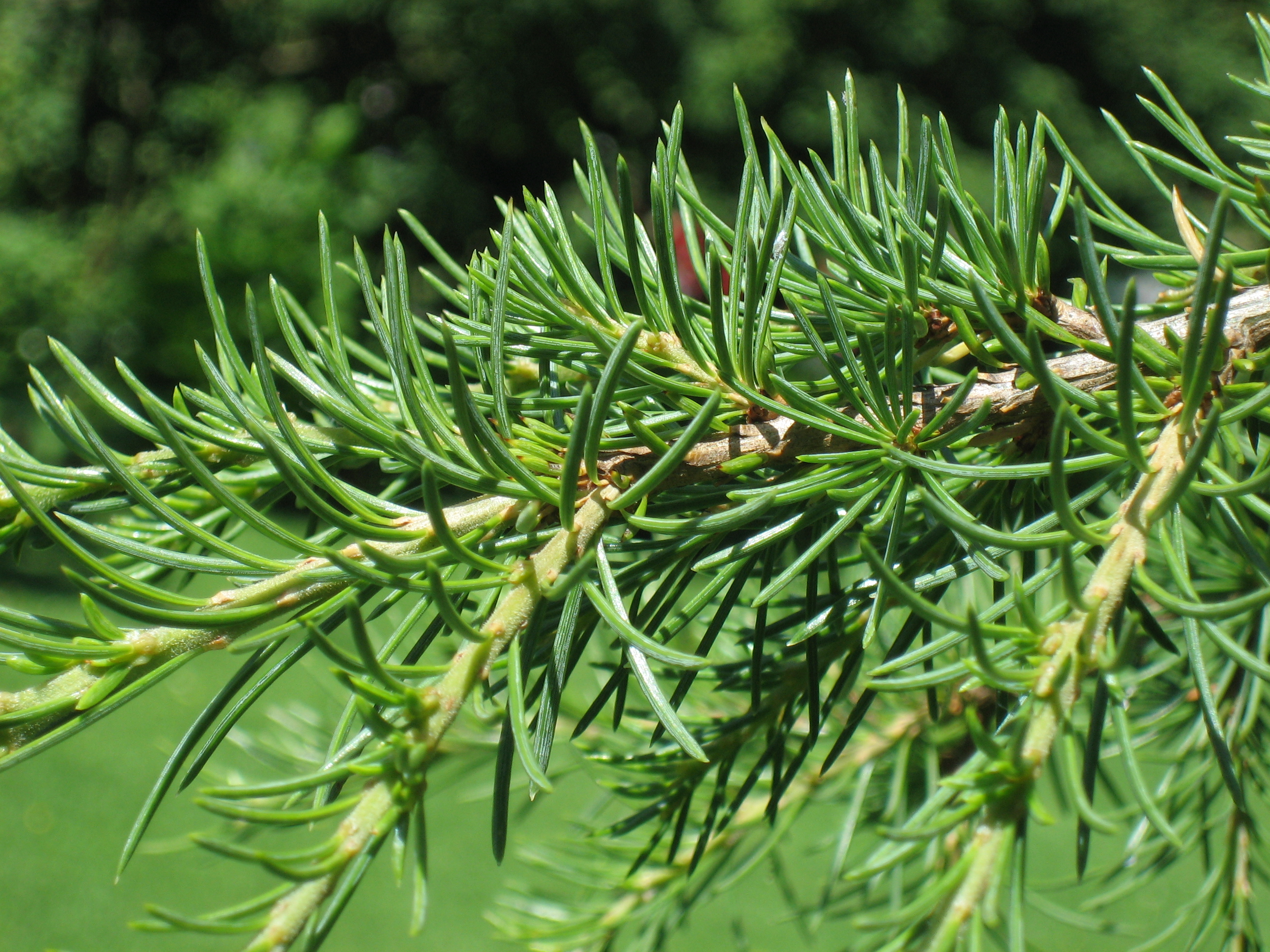
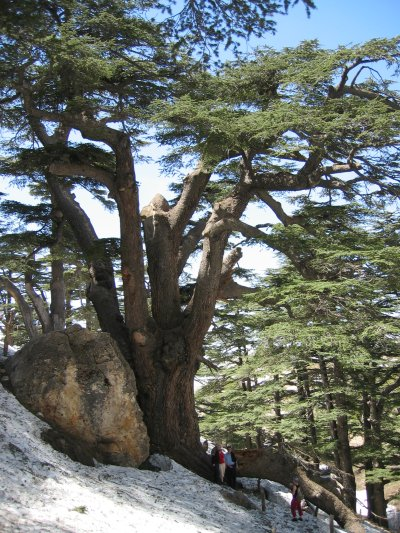
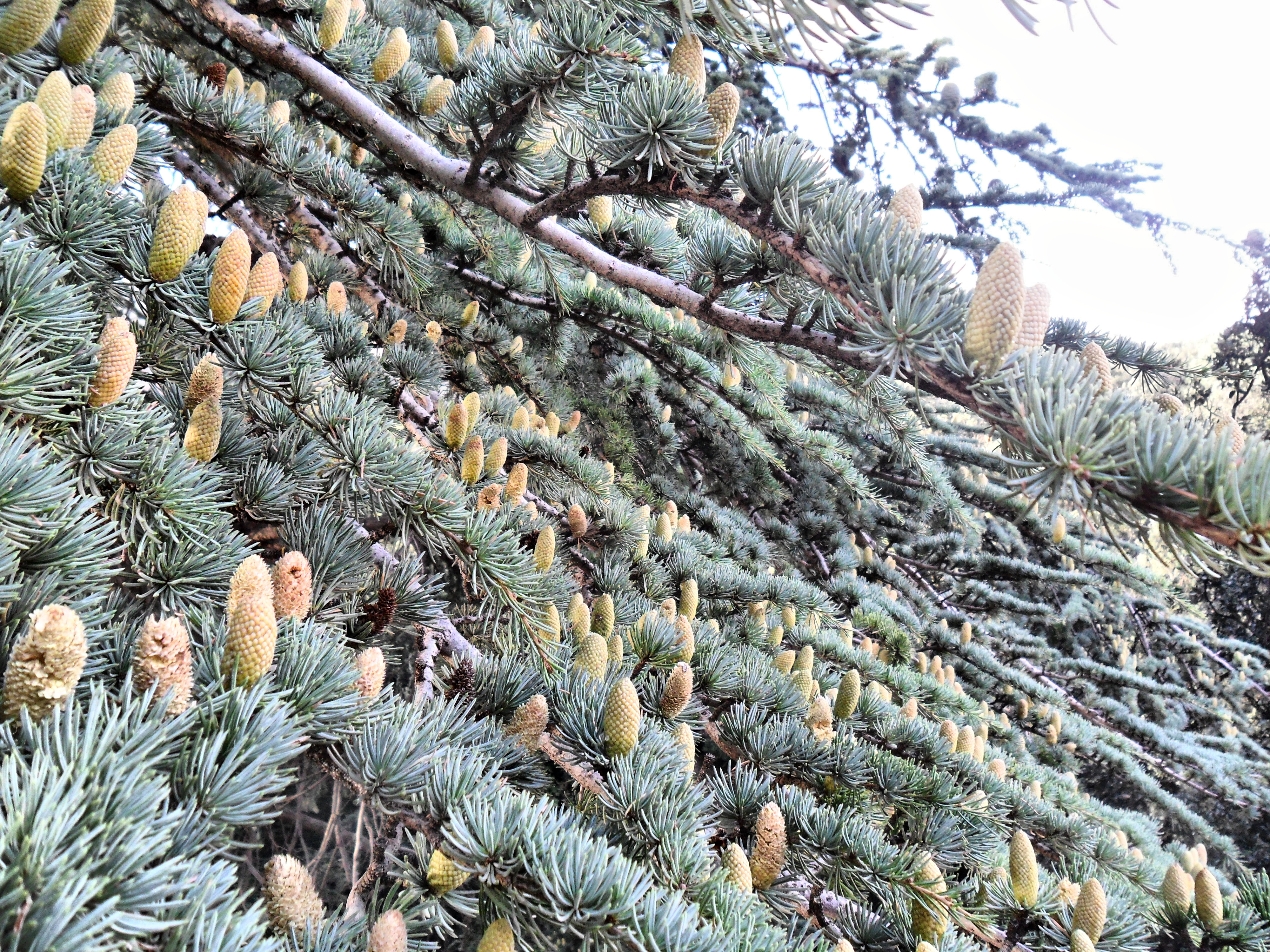
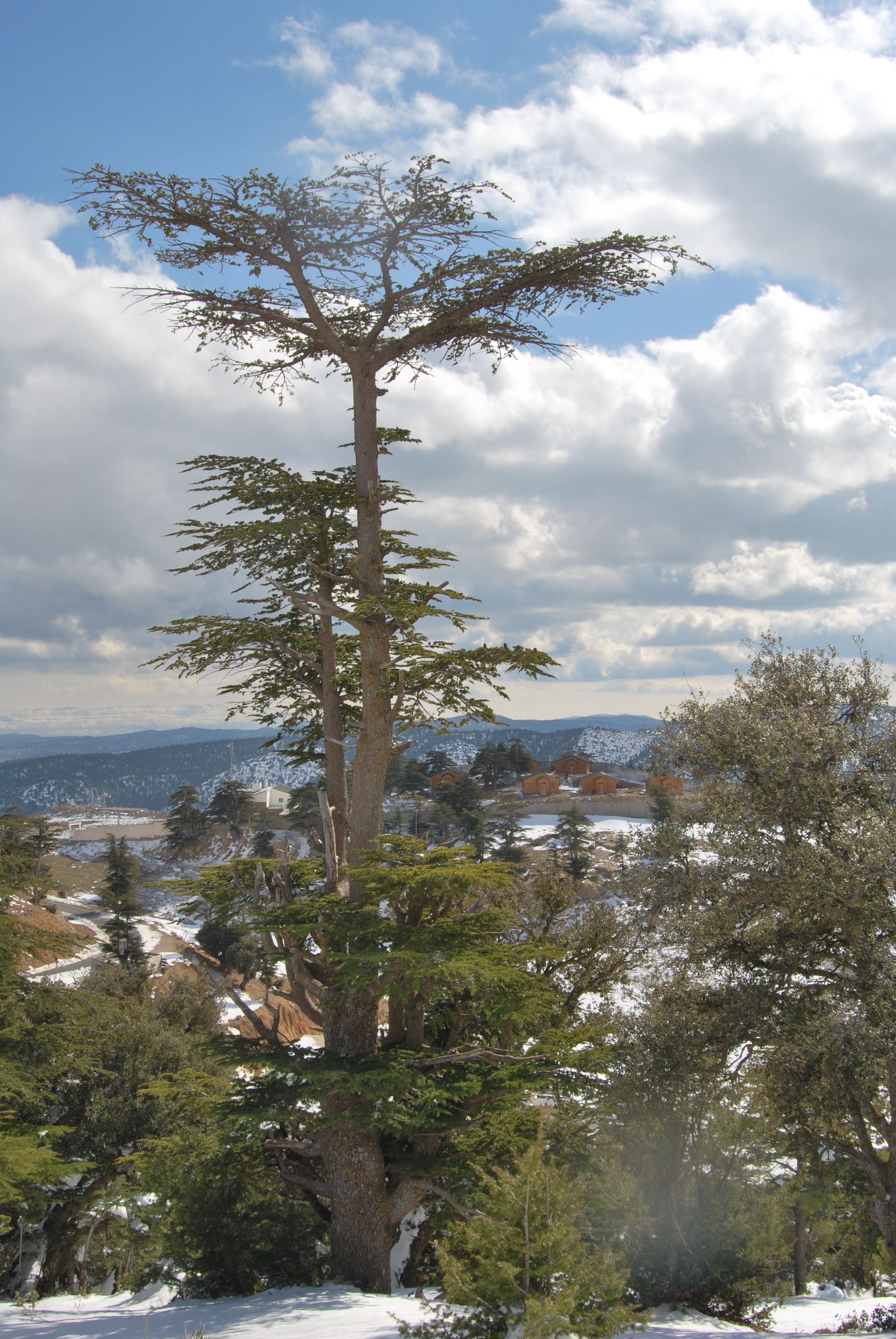